# Суходеев, Владимир Васильевич
Владимир Васильевич Суходеев (15 мая 1923, Москва — 12 ноября 2020, там же) — советский и российский обществовед, журналист и публицист. Кандидат философских наук, лауреат Государственной премии СССР. Автор ряда книг об И. В. Сталине и его роли в Великой Отечественной войне.

## Биография
Предки родом с Алтая. В 1941 году окончил с отличием школу № 460 города Москвы.
В начале Великой Отечественной войны был признан негодным к воинской службе по медицинским показаниям (из-за перенесённой операции). Поступил в Московский педагогический институт им. Ленина, по комсомольской линии направлен на возведение оборонительных укреплений столицы. Весной 1942 года призван в действующую армию и оставил учёбу. Служил красноармейцем в 79-м полку железнодорожных войск 3-й дивизии НКВД, занимаясь охраной путей и следовавших по ним эшелонов (от Москвы до Калуги). Демобилизован в декабре 1942 года в связи с открывшимся туберкулёзом.
Продолжил учёбу в МГУ имени М. В. Ломоносова на факультете философии. Окончил университет в 1947 году, после чего поступил в аспирантуру (тема кандидатской диссертации — «Философские взгляды революционного демократа Добролюбова»).
Являлся руководителем лекторской группы Московского городского комитета, затем Московского областного комитета ВЛКСМ. С 1956 года — в аппарате ЦК КПСС. По идеологической работе состоял на должности помощника Л. Ф. Ильичёва.
Последовательно работал в газетах «Московский комсомолец» (заведующий отделом пропаганды и культуры) и «Комсомольская правда» (член редколлегии), международном журнале «Проблемы мира и социализма» (руководитель группы консультантов), газете «Правда» (член редколлегии).
Был учёным секретарём Института философии Академии наук СССР и сотрудником Института социально-политических исследований (ИСПИ) РАН. В настоящее время — учёный секретарь, член редколлегии журнала ИСПИ «Наука. Культура. Общество». Работал в РГГУ. Удостоен серебряной медали РАН за научно-исследовательскую работу.
Жил в Москве, является членом КПРФ. В июне 2009 года награждён ЦК КПРФ медалью к 130-летию со дня рождения И. В. Сталина. 27 декабря 2012 года редакция газеты «Правда» признала В. В. Суходеева в номинации лучших авторов среди журналистов газеты..
Был женат на Валентине Павловне Суходеевой. В предисловии своей книги «„За Сталина!“ Стратег Великой победы» выражал благодарность супруге за помощь.

## Обществоведческие труды
В 1978 году вышло пособие «Обществоведение», написанное авторским коллективом в составе правоведа Г. Х. Шахназарова, экономиста А. Д. Боборыкина, философов Ю. А. Красина и В. В. Суходеева. Оно стало победителем конкурса учебников по основам политических знаний, и в 1980 году авторы были удостоены Государственной премии СССР за учебники для высших и средних учебных заведений.
Впоследствии В. В. Суходеев пишет учебники основ обществоведения по запросам Народно-демократической партии Афганистана (издан на языках фарси и дари) и Прогрессивной партии трудового народа Кипра (АКЕЛ).

## Историческая публицистика
В 1992—1995 годах участвовал в составлении сборника «Живая память. Великая Отечественная: правда о войне», вышедшего к 50-летию Победы.
С конца 1990-х годов написал ряд книг об И. В. Сталине. В сочинениях В. В. Суходеева Сталин представляется в качестве талантливого главнокомандующего, который сыграл заметную положительную роль в Великой Отечественной войне. Его совместная с Б. Г. Соловьёвым книга о Сталине-военачальнике подверглась в научной печати критике за непрофессионализм (см. Российская история. 2003. № 1. С. 187—189).
"Одним из наиболее плодовитых сталиноведов" называл Суходеева Юрий Васильевич Емельянов.

## Книги
- [militera.lib.ru/research/solovyov_suhodeev/index.html Полководец Сталин (в соавторстве с Б. Г. Соловьёвым). М.: Олма-Пресс, 2001]
- Сталин. Военный гений. М.: Олма-Пресс, 2005
- Сталин. Энциклопедия. М.: Алгоритм Книга, 2006
- Стратег Великой Победы. М.: Издательство РГСУ, 2007
- Эпоха Сталина: события и люди. Энциклопедия. М.: Эксмо, 2007
- И. В. Сталин: истый марксист-ленинец. — М.: ООО фирма «Псковское возрождение», 2013